# Waspán
Waspán, ook Waspam, is een gemeente in het noorden van de autonome regio Costa Caribe Norte in Nicaragua. In 2015 telde de gemeente (municipio) 58.800 inwoners, waarvan ongeveer vijftien procent in urbaan gebied (área de residencia urbano) woont.

## Geografie
Waspán ligt in het uiterste noorden van het land. De gemeente grenst aan Honduras en de Caribische Zee.
De gemeente is met een oppervlak van 9.342 km² veruit de grootste van het land.
De rivier de Coco stroomt voorbij Waspán en vormt tevens de grens tussen Honduras en Nicaragua.

### Bestuurlijke indeling
De gemeente is opgedeeld in verschillende buurten en gemeenschappen. Een van die gemeenschappen is Auas Tingni (ook: Awastingni), die betrokken was bij een uitspraak van het Inter-Amerikaans Hof voor de Rechten van de Mens.

### Aangrenzende gemeenten
| Aangrenzende gemeenten                  | Aangrenzende gemeenten | Aangrenzende gemeenten | Aangrenzende gemeenten | Aangrenzende gemeenten |
| --------------------------------------- | ---------------------- | ---------------------- | ---------------------- | ---------------------- |
| Dulce Nombre de Culmí (H) Catacamas (H) |                        | Puerto Lempira (H)     |                        |                        |
|                                         |                        |                        |                        |                        |
| San José de Bocay (J)                   | Puerto Cabezas         |                        |                        |                        |
|                                         |                        |                        |                        |                        |
| Bonanza                                 |                        | Rosita                 |                        | Puerto Cabezas         |